# Forces armées du Burundi

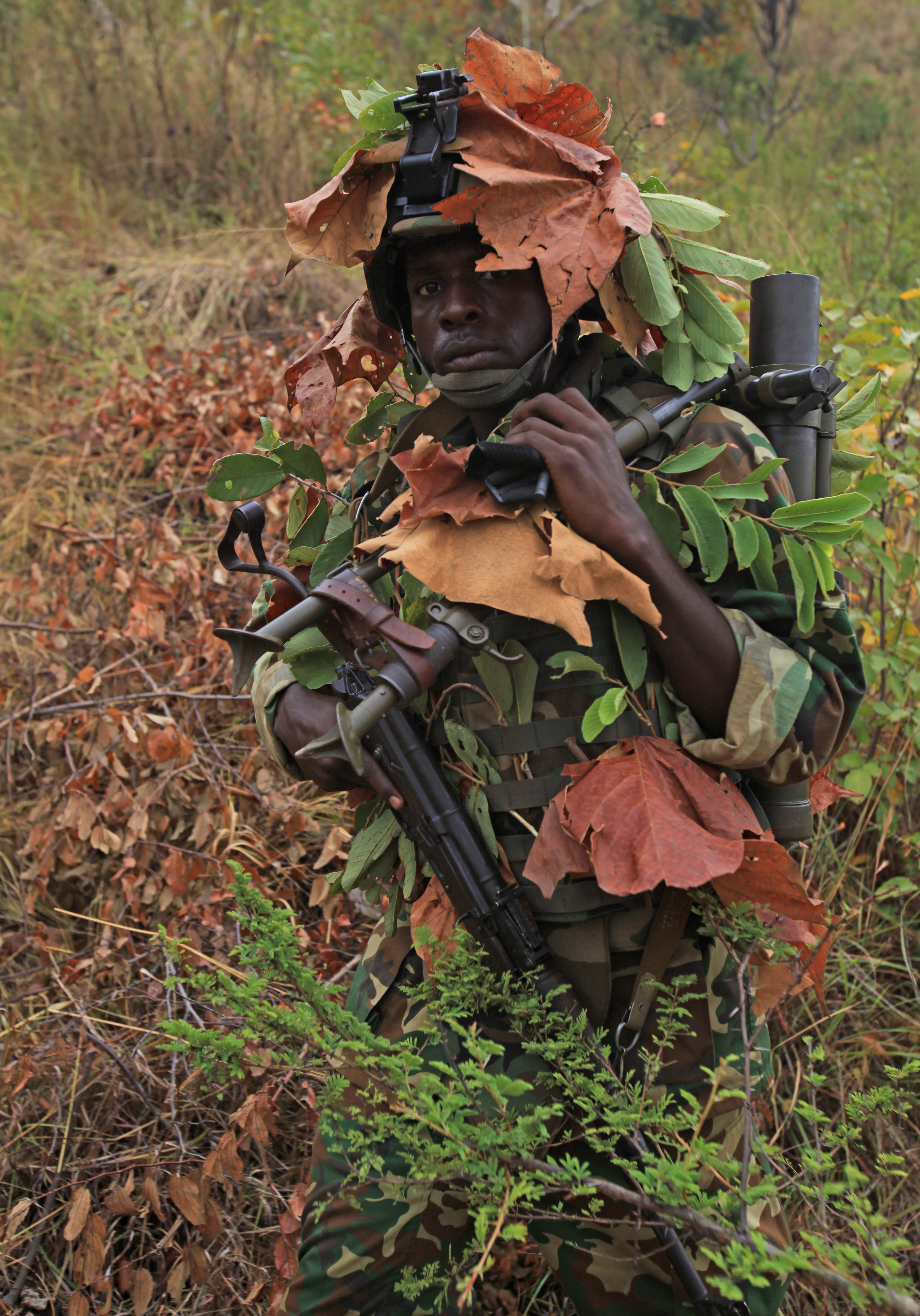
Soldat de la 1re compagnie de sapeurs.

Les forces armées du Burundi (officiellement Force de défense nationale) sont responsables de la défense de l'État africain du Burundi. Le commandant en chef est le président Évariste Ndayishimiye et le ministre de la défense de 2015 a 2020 est Emmanuel Ntahomvukiye. Elles comprennent un total de 20 000 personnels actifs et 30 000 paramilitaires selon l'IISS en 2012. Elles sont décomposées en une armée de terre (comprenant plusieurs Panhard AML 60, BRDM-2, BTR-40, BM-21 Grad et M3 Panhard), une armée de l'air ainsi qu'en une marine fluviale, qui sont en fait des unités spécialisées de l'armée de terre. 3,7 % du PNB est consacré aux forces armées (2011). Sa  discipline et son professionnalisme font écho au-delà des frontières du Burundi, notamment au sein de mission en Centrafrique et en Somalie.

## Unité aérienne
Les appareils en service en 2016 sont les suivants :
| Aéronefs              | Origine            | Type                                  | En service         | Versions           | Notes              |                    |
| Avion de transport    | Avion de transport | Avion de transport                    | Avion de transport | Avion de transport | Avion de transport | Avion de transport |
| --------------------- | ------------------ | ------------------------------------- | ------------------ | ------------------ | ------------------ | ------------------ |
| Douglas DC-3          | États-Unis         | Avion de transport                    | 2                  |                    |                    |                    |
| Cessna 150            | États-Unis         | Avion de liaison                      | 2                  | 150L               |                    |                    |
| Avion d'entrainement  |                    |                                       |                    |                    |                    |                    |
| SIAI Marchetti SF.260 | Italie             | Avion d'entrainement                  | 1                  | SF-260W Warrior    |                    |                    |
| Hélicoptère           |                    |                                       |                    |                    |                    |                    |
| Mil Mi-8              | Union soviétique   | Hélicoptère de transport              | 2                  | Mi-8 Hip           | en stockage        |                    |
| Mil Mi-24             | Union soviétique   | Hélicoptère de combat et de transport | 2                  | Mi-24              |                    |                    |
| SA 342 Gazelle        | France             | Hélicoptère utilitaire léger          | 2                  | SA342L             |                    |                    |